# Người Canada gốc Đức
Người Canada gốc Đức (tiếng Anh: German Canadians, tiếng Đức: Deutsch-Kanadier hoặc Deutschkanadier, phát âm [ˈdɔʏ̯tʃkaˌnaːdi̯ɐ]) là công dân Canada có tổ tiên là người Đức hoặc người Đức di cư đến và cư trú tại Canada. Theo Điều tra dân số năm 2016, có 3.322.405 người Canada có tổ tiên Đức hoàn toàn hoặc một phần. Một số người nhập cư đến từ vùng đất ngày nay là Đức, trong khi số lượng lớn hơn đến từ các khu định cư của người Đức ở Đông Âu và Đế quốc Nga; những người khác đến từ các vùng của Bang liên Đức, Áo-Hung và Thụy Sĩ.

## Dân số
Dữ liệu từ phần này từ Cục Thống kê Canada, 2016.
|                          | %     |
| ------------------------ | ----- |
| Canada— Tổng cộng        | 9,6%  |
| Newfoundland và Labrador | 1,7%  |
| Đảo Hoàng tử Edward      | 5,1%  |
| Nova Scotia              | 10,7% |
| New Brunswick            | 4,7%  |
| Québec                   | 1,8%  |
| Ontario                  | 9,0%  |
| Manitoba                 | 17,7% |
| Saskatchewan             | 27,7% |
| Alberta                  | 17,9% |
| British Columbia         | 13,3% |
| Yukon                    | 15,9% |
| Các Lãnh thổ Tây Bắc     | 8,3%  |
| Nunavut                  | 2.1%  |